# Christian Doleschal
Christian Doleschal (nascido a 27 de Abril de 1988) é um advogado e político alemão da União Social-Cristã (CSU).
Doleschal é membro do Parlamento Europeu desde as eleições europeias de 2019.
Além das suas atribuições no comité, Doleschal faz parte da delegação do Parlamento aos Comités de Cooperação Parlamentar UE-Cazaquistão, UE-Quirguistão, UE-Uzbequistão e UE-Tadjiquistão e para as relações com o Turcomenistão e a Mongólia. Ele também é membro do grupo Membros do Parlamento Europeu Contra o Cancro.
Desde Setembro de 2019, Doleschal serve como presidente da Jovem União na Baviera.